# Calhoun (Tennessee)
Calhoun város az USA Tennessee államában, McMinn megyében. Lakosainak száma 536 fő (2020. április 1.).

## Népesség
A település népességének változása:

| 2010 | 490 |
| 2020 | 536 |